# Гудзё
Гудзё (яп. 郡上市 Гудзё:-си) — город в Японии, находящийся в префектуре Гифу. Площадь города составляет 1030,79 км², население — 42 398 человек (1 июля 2014), плотность населения — 41,13 чел./км².

## Географическое положение
Город расположен на острове Хонсю в префектуре Гифу региона Тюбу. С ним граничат города Такаяма, Секи, Мино, Геро, Оно.

## Население
Население города составляет 42 398 человек (1 июля 2014), а плотность — 41,13 чел./км². Изменение численности населения с 1980 по 2005 годы:
| 1980 | 52 690 чел. |  |
| 1985 | 52 125 чел. |  |
| 1990 | 50 986 чел. |  |
| 1995 | 50 809 чел. |  |
| 2000 | 49 377 чел. |  |
| 2005 | 47 495 чел. |  |

## Символика
Деревом города считается клён, цветком — Magnolia salicifolia.